# Ellie Haddington
Ellie Haddington (Aberdeen, 17 febbraio 1955) è un'attrice britannica.

## Biografia
Studentessa del Bristol Old Vic Theatre School dal 1975 al 1977, appare in numerose serie televisive e da qualche anno è attiva anche in radio.

## Filmografia parziale

### Cinema
- L'arma dell'inganno - Operation Mincemeat (Operation Mincemeat), regia di John Madden (2021)

### Televisione
- Casualty – serie TV, 2 episodi (1997, 2017)
- Doctor Who – serie TV, episodio 3x13 (2007)
- Holby City – serie TV, 6 episodi (2003-2011)
- The Cafe – serie TV, 13 episodi (2011-2013)
- Luther – serie TV, episodio 2x04 (2011)
- Scott & Bailey – serie TV, 2 episodi (2014)
- Dickensian – serie TV, 9 episodi (2015-2016)
- The Musketeers – serie TV, episodio 2x04 (2015)
- Motherland – serie TV, 14 episodi (2016-2022)
- Ripper Street – serie TV, 5 episodi (2016)
- Il giovane ispettore Morse (Endeavour) – serie TV, episodio 5x05 (2018)
- Delitti in Paradiso (Death in Paradise) – serie TV, episodio 13x02 (2024)

## Doppiatrici italiane
Nelle versioni in italiano delle opere in cui ha recitato, Ellie Haddington è stata doppiata da:
- Cristina Noci in Scott & Bailey
- Graziella Polesinanti in Delitti in Paradiso